# Joaquim José Henriques
Joaquim José Henriques (João Pessoa, 26 de março de 1819 — Taquari, 26 de junho de 1891) foi um político brasileiro.
Filho do Cirurgião Mór Português Feliciano José Henriques que migrou para a Cidade da Paraíba (atual João Pessoa) por volta de 1800. Joaquim nasceu em João Pessoa (PB) em 26 de março de 1819. Formou-se na Faculdade de Direito do Recife (atual UFPE) no ano de 1843. Em 1858 através da Lei 444 foi criada a Comarca do Poder Judiciário do Estado de Santa Catarina em Lages. Em 10 de Agosto de 1859 foi instalada a Comarca, tendo como primeiro juiz titular Joaquim José Henriques. Joaquim viveu na cidade de Lages entre 1859 e 1870. Em 24 de março de 1871 foi nomeado Juiz de Direito de Cruz Alta (RS). Em 24 de março de 1873 foi transferido (removido) da comarca de Cruz Alta para Taquari/RS. Foi deputado à Assembleia Legislativa Provincial de Santa Catarina na 18ª legislatura (1870 — 1871) e na 20ª legislatura (1874 — 1875). Após cumprir os 2 mandatos como deputado provincial em Santa Catarina, mudou-se para a cidade de Taquari (Rio Grande do Sul) local onde faleceu no ano de 1891.